# Elaine May
Pour les articles homonymes, voir May.
Elaine May est une actrice, réalisatrice et scénariste américaine née le 21 avril 1932 à Philadelphie (Pennsylvanie).
Elle devient célèbre dans les années 1950 grâce à son duo comique avec Mike Nichols, avant de se tourner vers l'écriture et la réalisation, recevant de nombreuses récompenses, dont un BAFA, un Grammy et un Tony Award, ainsi que la National Medal of Arts des mains du président Barack Obama en 2013 et un Oscar d'honneur en 2022.

## Biographie

### Jeunesse et études
Elaine Iva Berlin naît le 21 avril 1932 à Philadelphie en Pennsylvanie du metteur en scène et acteur Jack Berlin et de l'actrice Ida Berlin. Elle fait ses débuts sur scène dès l'âge de trois ans en jouant dans la troupe de théâtre yiddish de son père à travers le pays.
Du fait des tournées, elle a déjà fréquenté cinquante écoles différentes à l'âge de dix ans[réf. nécessaire]. Son père meurt lorsqu'elle a onze ans. Sa mère déménage alors à Los Angeles et inscrit Elaine à la Hollywood High School, mais elle abandonne l'école à quatorze ans. Elle étudie l'art dramatique avec Maria Ouspenskaïa puis tente de s'inscrire à l'université avant d'apprendre que les établissements californiens exigent un diplôme d'études secondaires, qu'elle n'a pas.
Après avoir découvert que l'Université de Chicago est l'une des rares écoles qui accepte des étudiants non diplômés, elle s'y rend en auto-stop  avec seulement 7 $ en poche[réf. nécessaire]. Elle y suit les cours de manière informelle, n'étant pas inscrite, mais se fait toutefois remarquer par ses professeurs. En 1955, elle rejoint la nouvelle troupe d'improvisation théâtrale du campus, fondée par Paul Sills et David Shepherd, les Compass Players (en). Elle y fait la connaissance de Mike Nichols avec lequel elle quitte le groupe en 1957 pour former leur propre numéro de scène, Nichols et May (en).

### Carrière
À New York, Nichols et May se produisent tous les soirs dans les clubs de Greenwich Village aux côtés de Joan Rivers et Woody Allen, ainsi que sur les planches de Broadway. Ils apparaissent également régulièrement à la télévision et à la radio. Ils sortent plusieurs albums comiques et reçoivent quatre nominations aux Grammy Awards, remportant celui du meilleur album comique pour An Evening with Mike Nichols and Elaine May (en) en 1962, avant de se séparer.
Si elle apparaît peu comme actrice au cinéma, elle devient en 1971 la première réalisatrice en contrat à Hollywood depuis Ida Lupino avec la comédie noire loufoque Un nouveau départ, basée sur une nouvelle de Jack Ritchie. Expérimentant avec les genres, elle réalise la comédie romantique Le Brise-cœur (1972), le film de gangster Mikey et Nicky (1976) et la comédie d'aventure Ishtar (1987).
Elle se forge également une brillante réputation de scénariste avec Le ciel peut attendre (1978) et Reds (1981) de Warren Beatty, Tootsie (1982) de Sydney Pollack, Labyrinthe (1986) de Jim Henson, ou encore Birdcage (1996) et Primary Colors (1998) de Mike Nichols. Le ciel peut attendre et Primary Colors lui valent chacun une nomination à l'Oscar du meilleur scénario adapté, tandis qu'elle remporte le BAFA du meilleur scénario adapté avec le second.
En 2013, le président Barack Obama lui remet la National Medal of Arts.
En 2018, elle joue dans la reprise de la pièce The Waverly Gallery (en) (2018) de Kenneth Lonergan à Broadway, qui lui vaut le Tony Award de la meilleure actrice dans une pièce,. Cette victoire fait d'elle la deuxième artiste la plus âgée après Lois Smith à remporter un Tony Award de la meilleure actrice.
En 2022, l'académie des Oscars lui remet un Oscar d'honneur pour son « approche audacieuse et sans compromis du cinéma, en tant que scénariste, réalisatrice et actrice »,,,.

### Vie privée
À seize ans, elle épouse Marvin May, un ingénieur et inventeur de jouets, avec lequel elle a une fille, Jeannie, née en 1949 et qui deviendra actrice et scénariste. Le couple divorce un an plus tard.
Elle se remarie en 1962 avec le parolier Sheldon Harnick, surtout connu notamment pour Un violon sur le toit, mais divorce à nouveau au bout d'un an. Elle épouse ensuite son psychanalyste, David L. Rubinfine, union qui s'achève avec la mort de ce dernier en 1982.
Elle partage enfin la vie du metteur en scène et chorégraphe américain Stanley Donen (1924-2019).

## Filmographie

### Comme actrice
- 1958 : The DuPont Show of the Month, épisode The Red Mill de Delbert Mann : Candy Carter
- 1967 : Bach to Bach de Paul Leaf (court-métrage) : une femme
- 1967 : Luv de Clive Donner : Ellen Manville
- 1967 : Enter Laughing de Carl Reiner : Angela Marlowe
- 1967 : Le Lauréat (The Graduate) de Mike Nichols : la fille avec un mot pour Benjamin (non créditée)
- 1971 : Un nouveau départ (A New Leaf) : Henrietta Lowell
- 1978 : California Hôtel (California Suite) de Herbert Ross : Millie Michaels
- 1987 : Ishtar d'elle-même
- 1990 : In the Spirit de Sandra Seacat : Marianne Flan
- 1994 : Wolf de Mike Nichols : voix de l'opératrice (non créditée)
- 2000 : Escrocs mais pas trop (Small Time Crooks) de Woody Allen : May
- 2016 : Crisis in Six Scenes, mini série télévisée de Woody Allen : Kay Munsinger

### Comme scénariste
- 1971 : Un nouveau départ (A New Leaf)
- 1971 : Des amis comme les miens (Such Good Friends) d'Otto Preminger
- 1976 : Mikey et Nicky (Mikey and Nicky)
- 1978 : Le Ciel peut attendre (Heaven Can Wait) de Warren Beatty et Buck Henry
- 1981 : Reds de Warren Beatty
- 1982 : Tootsie de Sydney Pollack
- 1986 : Labyrinthe (Labyrinth) de Jim Henson
- 1987 : Ishtar
- 1996 : Birdcage (The Birdcage) de Mike Nichols
- 1998 : Primary Colors de Mike Nichols

### Comme réalisatrice
- 1971 : Un nouveau départ (A New Leaf)
- 1972 : Le Brise-cœur (The Heartbreak Kid)
- 1976 : Mikey et Nicky (Mikey and Nicky)
- 1987 : Ishtar

## Distinctions
- 2013 : National Medal of Arts

### Récompenses
- Grammy Awards 1962 : Meilleure interprétation comique pour An Evening with Mike Nichols and Elaine May, partagé avec Mike Nichols

- Saturn Awards 1979 : Meilleur scénario pour Le ciel peut attendre, partagé avec Warren Beatty
- Writers Guild of America Awards 1979 : Meilleure comédie adaptée d'un autre medium pour Le ciel peut attendre, partagé avec Warren Beatty

- Razzie Awards 1988 : Pire réalisation pour Ishtar, partagé avec Norman Mailer pour Les vrais durs ne dansent pas

- American Comedy Awards 1994 : récompense pour l'ensemble de sa carrière

- BAFA Awards 1999 : Meilleur scénario adapté pour Primary Colors

- US Comedy Arts Festival 2000 : récompense pour l'ensemble de sa carrière, partagée avec Mike Nichols

- National Society of Film Critics Awards 2001 : Meilleure actrice dans un second rôle pour Escrocs mais pas trop

- Los Angeles Film Critics Association Awards 2019 : récompense pour l'ensemble de sa carrière

- Oscars 2022 : Oscar d'honneur

- Online Film and Television Association Awards 2023 : Film Hall of Fame

### Nominations
- Grammy Awards 1959 : 
  - Meilleure interprétation comique pour Improvisations to Music, partagé avec Mike Nichols
  - Meilleure interprétation, documentaire ou commentaire pour Improvisations to Music, partagé avec Mike Nichols

- Grammy Awards 1963 : Meilleure interprétation comique pour Nichols and May Examine Doctors, partagé avec Mike Nichols

- Golden Globes 1972 : Meilleure actrice dans un film musical ou une comédie pour Un nouveau départ
- Writers Guild of America Awards 1972 : Meilleur scénario adapté pour Un nouveau départ

- Oscars 1979 : Meilleur scénario adapté pour Le ciel peut attendre

- Razzie Awards 1988 : Pire scénario pour Ishtar

- Awards Circuit Community Awards 1996 : Meilleur scénario adapté pour Birdcage, partagé avec Francis Veber, Édouard Molinaro, Marcello Danon et Jean Poiret

- Writers Guild of America Awards 1997 : Meilleur scénario adapté pour Birdcage

- Awards Circuit Community Awards 1998 : Meilleur scénario adapté pour Primary Colors

- Online Film Critics Society Awards 1999 : Meilleur scénario adapté pour Primary Colors
- Oscars 1999 :  Meilleur scénario adapté pour Primary Colors
- Southeastern Film Critics Association Awards 1999 : Meilleur scénario adapté pour Primary Colors
- USC Scripter Awards 1999 : Meilleur scénario pour Primary Colors, partagé avec Joe Klein
- Writers Guild of America Awards 1999 : Meilleur scénario adapté pour Primary Colors

- Chlotrudis Awards 2001 : Meilleure actrice dans un second rôle pour Escrocs mais pas trop
- Online Film Critics Society Awards 2001 : Meilleure actrice dans un second rôle pour Escrocs mais pas trop